# جوزيف أ. فلاهرتي جونيور
جوزيف أ. فلاهرتي جونيور (بالإنجليزية: Joseph A. Flaherty, Jr.)‏ هو مسير أعمال ومهندس أمريكي، ولد في 1930، وتوفي في 7 أغسطس 2018.